# Milan Mazáč
Milan Mazáč (Bratislava, 22 de septiembre de 1968) es un deportista eslovaco que compitió en lucha libre. Ganó tres medallas de plata en el Campeonato Europeo de Lucha entre los años 1995 y 1998.

## Palmarés internacional
| Campeonato Europeo | Campeonato Europeo      | Campeonato Europeo | Campeonato Europeo |
| Año                | Lugar                   | Medalla            | Categoría          |
| ------------------ | ----------------------- | ------------------ | ------------------ |
| 1995               | Friburgo (Alemania)     | Medalla de plata   | 100 kg             |
| 1996               | Budapest (Hungría)      | Medalla de plata   | 100 kg             |
| 1998               | Bratislava (Eslovaquia) | Medalla de plata   | 130 kg             |